# Diekirch
Diekirch (lucembursky Dikrech) je město v Lucembursku, které je správním centrem stejnojmenného kantonu. Nachází se v regionu Nordstad 40 km severně od Lucemburku a žije v něm přibližně 7 200 obyvatel.
Pravěké osídlení místa dokládá megalit Deiwelselter (Ďáblův oltář). V Diekirchu byla také nalezena antická mozaika s hlavou Medúsy. Karel Veliký sem nechal přesídlit divoké Sasy a za účelem jejich christianizace byl vybudován chrám; z výrazu Diet-Kirch (lidový kostel) je také odvozen název města. V roce 938 je osada zmiňována v podobě Theochirica. Ve čtrnáctém století nechal Jan Lucemburský vybudovat hradby s vodním příkopem. V roce 1843 byl Diekirch mezi prvními sídly v Lucembursku, která získala městská práva. Město silně utrpělo v průběhu bitvy v Ardenách.
Město leží na úpatí kopce Herrenberg a protéká jím řeka Sauer. K pamětihodnostem patří zámek Wirtgen (do roku 1959 radnice, pak kulturní centrum), kostel svatého Vavřince z roku 1868 a kašna se sochami oslů, kterou navrhl Bonifatius Stirnberg. Osel je tradičním symbolem města, bývá veden v karnevalovém průvodu a jeho podobu mají také gabiony v městském parku a korouhvička na kostelní věži. Největším podnikem je pivovar, který byl založen v roce 1871 a aktuálně patří koncernu Anheuser-Busch InBev. Sídlí zde jediná posádka lucemburské armády a národní vojenské muzeum. Město má rovněž lyceum, konzervatoř a hotelovou školu. V roce 1977 byl Diekirch prvním městem v Lucembursku, kde byla zřízena pěší zóna. Z Diekirchu vede železniční trať do Ettelbrucku, ukázkou moderní architektury je visutý most Ficellesbréck. Koná se zde mezinárodní běžecký závod Eurocross a dálkový pochod Marche Internationale de Diekirch.